# 默多克冰原島峰
65°1′S 60°2′W / 65.017°S 60.033°W
默多克冰原島峰（英語：Murdoch Nunatak）是南極洲的冰原島峰，位於葛拉漢地的奧斯卡二世海岸，屬於錫爾冰原島峰的一部分，處於唐納德冰原島峰東北面6公里，由英國探險隊繪入地圖，現時由南極條約體系管理。